# Kreis Békés
Der Kreis Békés (ungarisch Békési járás) ist ein Binnenkreis im südostungarischen Komitat Békés.

## Geschichte
Der Kreis Békés entstand im Zuge der ungarischen Verwaltungsreform Anfang 2013 als Nachfolger des gleichnamigen Kleingebietes (ungarisch Békési kistérség) aus 7 der 9 Gemeinden. Die zwei übrigen Gemeinden  gelangten an die Kreise Gyomaendrőd (Csárdaszállás im Nordwesten) und Békéscsaba (Doboz im Südosten). Das Gebiet verringerte sich hierbei um 4.595 Einwohner (11 %) und 108,63 km² (17 %).

## Gemeindeübersicht
Der Kreis hat eine durchschnittliche Gemeindegröße von 5.106 Einwohnern auf einer Fläche von 75,03 Quadratkilometern. Die Bevölkerungsdichte liegt über der des Komitats. Verwaltungssitz ist die größte Stadt Békés, im Süden des Kreises gelegen.
| Gemeinde    | Status   | Herkunft Kleingebiet | Einwohnerzahl | Einwohnerzahl | Einwohnerzahl | Fläche     | Bevölkerungs- dichte (Ew./km²) |
| Gemeinde    | Status   | Herkunft Kleingebiet | 01.10.2011    | 01.01.2013    | 01.01.2016    | 01.01.2016 | Bevölkerungs- dichte (Ew./km²) |
| ----------- | -------- | -------------------- | ------------- | ------------- | ------------- | ---------- | ------------------------------ |
| Békés       | Stadt    | Békés                | 20.088        | 19.924        | 19.243        | 127,23     | 151,2                          |
| Bélmegyer   | Gemeinde | Békés                | 1.000         | 1.011         | 951           | 63,05      | 15,1                           |
| Kamut       | Gemeinde | Békés                | 1.071         | 1.050         | 995           | 60,48      | 16,5                           |
| Köröstarcsa | Gemeinde | Békés                | 2.589         | 2.640         | 2.500         | 62,80      | 39,8                           |
| Mezőberény  | Stadt    | Békés                | 10.632        | 10.586        | 10.148        | 118,53     | 85,6                           |
| Murony      | Gemeinde | Békés                | 1.243         | 1.236         | 1.135         | 35,70      | 31,8                           |
| Tarhos      | Gemeinde | Békés                | 786           | 812           | 773           | 57,45      | 13,5                           |
| Kreis Békés |          |                      | 37.409        | 37.259        | 35.745        | 525,24     | 68,1                           |